# KPG-Rührer

KPG-Rührer in einem Dreihalskolben, Rührmotor oben mittels Gummischlauchstück angekuppelt

Der KPG-Rührer (von Kerngezogenes Präzisions-Glasgerät) ist ein Glasgerät, das in chemischen Laboratorien zum Rühren von Flüssigkeiten, vornehmlich bei Synthesen, Verwendung findet.

## Aufbau
Ein KPG-Rührer besteht aus einem Präzisionsrohr (Rührhülse) und einer Rührwelle genau passenden Durchmessers (Kern, Toleranz ±0,01 mm) mit einem zirka 10 cm langen genormten Präzisionszylinderschliff. Bedingt durch die aufwendige Herstellung sind die Rührer entsprechend teuer. KPG-Rührer müssen gut mit einem ausreichend viskosen Schmiermittel geschmiert werden, beispielsweise Rizinusöl. In Anwesenheit von fettlösenden Mitteln sollte Kapsenberg-Schmiere verwendet werden. Der KPG-Rührer ist vakuumfest, ein Evakuieren der Apparatur ist somit möglich. Bei neuen KPG-Rührern ist ein Endvakuum von etwa 1 mbar erreichbar. Dieser Enddruck verschlechtert sich im Laufe der Zeit. Der Abrieb des Glases ist hoch, daher wird zur Erhöhung der Lebensdauer (durchschnittlich 600–1000 h) eine Tourenzahl kleiner 600 min−1 empfohlen. KPG-Rührer werden statt Magnetrührern eingesetzt, wenn die Apparatur von unten nicht zugänglich ist, die Viskosität des Mediums zu hoch ist, mit (teilweise) suspendierten Feststoffen gearbeitet wird, ein Feststoff während der Reaktion entsteht oder eine hohe Rührgeschwindigkeit erreicht werden muss.